# Ernest William Lyons Holt
Ernest William Lyons Holt ou E. W. L. Holt (17 de outubro de 1864 - 10 de junho de 1922) foi um naturalista e biólogo inglês. Ele desempenhou um papel importante no desenvolvimento da pesquisa pesqueira na Irlanda, alinhando as investigações com outros países e contribuindo para o trabalho do Conselho Internacional para o Estudo do Mar.

## Biografia

### Início da vida
Ernest foi educado em Eton, onde ganhou o Prêmio Biológico. Depois do colégio, ele entrou para o exército em Sandhurst, juntando-se à Infantaria Leve do Duque da Cornualha. Serviu durante a campanha do Nilo, de forma incomum, foi promovido diretamente a tenente em 1884. Depois disso, serviu com a infantaria montada no Egito e na guerra da Birmânia, durante a qual sua saúde piorou e ele foi invalidado para casa. Após deixar o exército, estudou biologia e tornou-se assistente do professor de zoologia da Universidade de St. Andrews, na Escócia, onde iniciou o trabalho de sua vida com peixes.(p158)

### Introdução a zoologia
Holt foi introduzido a zoologia irlandesa em 1890, quando foi nomeado como o naturalista assistente da Survey of the Fishing Grounds of the West Coast of Ireland (Pesquisa dos locais de pesca da costa oeste da Irlanda), organizado pela Royal Dublin Society sobre a liderança de William Spotswood Green.(p158)

### Estudos Ictiológicos
Ele fez uma grande contribuição para o sucesso da pesquisa e publicou vários artigos sobre estágios de ovos e larvas de peixes na plataforma continental. Após a pesquisa, ele se juntou à equipe da Marine Biological Association no laboratório em Grimsby. Ele tinha grande interesse em aplicar a metodologia científica à pesquisa pesqueira, e esse tipo de trabalho resultou mais tarde na fundação do International Council for the Study of the Sea. Em 1894, foi para a Station Zoologique d'Endoume, em Marselha, onde publicou um artigo sobre o desenvolvimento larval de peixes do Mediterrâneo. Em seguida, ingressou no laboratório marinho de Plymouth por um período de três anos, onde estudou ictiologia e invertebrados.(p160)